# José Antonio Ponzoa Cebrián
José Antonio Ponzoa Cebrián (Murcia, 24 de mayo de 1791-Madrid, 1865) fue un matemático y político español, ministro durante la regencia de María Cristina.

## Biografía
En 1815, después de haber estudiado Leyes, ingresó en la Real Sociedad Económica de Amigos del País de Murcia, siendo su secretario desde 1817, año en el que se casó con su esposa, María Eusebia de Palacio. En 1820 el matrimonio se trasladó a Madrid, donde Ponzoa ingresó como socio en la Real Sociedad Económica Matritense, de la que fue su secretario en 1822.
Con la llegada del Trienio Liberal, fue nombrado catedrático de Economía Política en la Universidad Central de Madrid.
En 1836 fue profesor de matemáticas y hacienda y crédito público en el Ateneo de Madrid. Después fue oficial de la sección de estadística del Ministerio de la Gobernación y llegaría a subsecretario.
Durante los años 1836 y 1837, Ponzoa ocupó una de las vicepresidencias del Ateneo de Madrid, y fue profesor de las parcelas de Matemáticas y Hacienda y Crédito Público, para pasar más tarde a ser oficial de la sección de estadística del Ministerio de la Gobernación, del que llegó a ser subsecretario.
Entre octubre a diciembre de 1838 fue ministro de Marina, Comercio y Gobernación de Ultramar en el gabinete del Duque de Frías. En 1837 y 1844 fue elegido diputado por Murcia, y en 1846 por Alicante, en ambas ocasiones por el Partido Moderado.